# Parvaoplus townesi
Parvaoplus townesi là một loài tò vò trong họ Ichneumonidae.